# Сан Пјетро ин Кампо (Лука)
Сан Пјетро ин Кампо је насеље у Италији у округу Лука, региону Тоскана.
Према процени из 2011. у насељу је живело 214 становника. Насеље се налази на надморској висини од 228 м.